# Lady Oscar (film)
Lady Oscar è un film del 1979 diretto da Jacques Demy. Pellicola di produzione franco-nipponica, è ispirata all'omonimo manga di Riyoko Ikeda.

## Trama
Oscar François de Jarjayes è la sesta e ultima figlia del generale de Jarjayes, che più di ogni altra cosa voleva avere un figlio. Essendo morta la madre partorendola, il generale decide di farne un maschio: le regala abiti maschili, le insegna a usare le armi e le dà come compagno di giochi il nipote della sua nutrice, il giovane André Grandier.
Gli anni dell'infanzia trascorrono in incuria, fino al 1775, quando il generale annuncia a ciascuno dei due giovani il suo destino secondo il suo grado: Oscar, giovane aristocratico, è nominato ufficiale della guardia personale della regina Maria Antonietta, André, un semplice cittadino comune, sarà stalliere nelle scuderie reali. Oscar passa per un uomo agli occhi della corte, ma non per André, che è sempre stato innamorato di lei. Oscar, tuttavia, si rivelerà gradualmente come una donna il giorno in cui sarà turbata da Hans Axel von Fersen, l'amante della regina.
Gradualmente sensibilizzata alla miseria dei parigini, viene costretta, spinta dagli eventi della rivoluzione francese, a scegliere con chi schierarsi: finirà per voltare le spalle ai valori del passato, del vecchio ordine e del mondo dell'aristocrazia a cui appartiene. Si ribella al padre, abbraccia gli ideali di libertà e uguaglianza insegnati da André, del quale finisce per innamorarsi. Quest'ultimo, purtroppo, è stato ucciso a colpi d'arma da fuoco al momento dell'assalto alla Bastiglia, un giorno di lutto per Oscar e di gioia per i parigini.

## Produzione
Diretto dal regista francese Jacques Demy, il film vede protagonista nel ruolo di Oscar Catriona MacColl, nota in Italia per aver spesso avuto il ruolo da protagonista nelle pellicole di Lucio Fulci. Lo stesso personaggio è interpretato da bambina da una giovanissima Patsy Kensit. Il film è uno dei pochissimi realmente girati nella reggia di Versailles.
La linea di cosmetici giapponesi Shiseido, uno degli sponsor della produzione del film, in seguito utilizzò la MacColl come testimonial dei propri prodotti.
Nonostante la produzione francese, il film non fu mai distribuito nelle sale transalpine e soltanto in seguito ha avuto una distribuzione in home video.
Per l'edizione italiana del film fu richiamato l'intero cast dei doppiatori dell'anime, per cavalcare l'onda del successo della serie animata e dare più risalto alla pellicola.

## Distribuzione
Il film è stato trasmesso per la prima volta in Italia su Italia 1 il 25 dicembre 1982 ed è stato successivamente pubblicato in DVD e Blu-Ray da Yamato Video.
Il 6 gennaio 2018 in Giappone è stato pubblicato in versione rimasterizzata in Blu Ray, tra i contenuti speciali è inclusa un'intervista a Catriona MacColl registrata a Parigi il 23 luglio 1980.

## Accoglienza
Nel 1987 Michel Chion sul numero 392 di Cahiers du cinéma dedica un ampio spazio a Lady Oscar, il cui adattamento cinematografico, premette, con attori anglosassoni, tratto da un fumetto giapponese e la cui azione si svolge durante la Rivoluzione Francese, ha immediatamente acceso la sua curiosità. La mancata distribuzione in Francia, a suo tempo, a causa delle esigenze dei produttori giapponesi raddoppia, nell'autore dell'articolo, questa stessa curiosità. Il film, che in seguito sarà reperibile on line, senza essere il capolavoro del regista, che per altro non lo rivendica come tale, merita un'attenzione particolare in quanto estremamente eccitante, continua Chion, ammirabilmente realizzato, personale pur essendo stato fatto su richiesta, e infine spassoso e divertente.